# تسو چونگچی
وی را به احترام در چینی ونیوان (文遠،Wenyuan) نیز می‌خواندند.
پدران او در بائودینگ هبی می‌زیستند. پدربزرگش -تسو چانگ- برای گریز از تاراج جنگ به همراه کوچندگان بسیاری دیگری به سوی یانگ‌تسه رفت. تسو چونگچی به کارهای دولتی پرداخت. پدر دانشمندش تسو شوئو نیز به خدمات درباری پرداخت. تسو چونگچی در جیانکانگ زاده‌شد. پیشهٔ ستاره‌شناسی در دودمان آنها پیشینه داشت. تسو چونگچی نیز از کودکی سرگرم ستاره‌شناسی و نیز ریاضات بود. استعداد سرشارش او را در همان جوانی بلندآوازه ساخت. هنگامی که امپراتور ژیائووو از دودمان لیو سونگ آوازهٔ او را شنید وی را به آموزگاه فرستاد. در ۴۶۱ او در نانجینگ به کار دفتری در دولت محلی گماشته‌شد.
او به همراه پسرش تسو گنگچی رسالهٔ چوئی شو یا شیوهٔ الحاق را نگاشت. او در این کتاب به شرح شیوه‌های محاسباتی ستاره‌شناسی برای دقت گاهشمار خود پرداخته‌است. در این رساله او دربارهٔ محاسبهٔ دقیق عدد پی، معادلهٔ مکعب و حجم کره فرمول‌هایی را ارئه داده‌بود. با این همه کتاب او امروز در دست نیست.
دهانهٔ آتشفشانی در ماه به نام او نام‌گذاری شده است. همچنین سیارک تسو چونگچی ۱۸۸۸ در سال ۱۹۶۴ به افتخار او نام‌گذاری شد.